# Set (sport)
Il set o partita è una frazione di punteggio di una gara sportiva. Il termine inglese set è usato internazionalmente per le partite di tennis e di pallavolo. In queste discipline la partita è infatti una porzione del match, o incontro: vince il match il giocatore o la squadra che si aggiudica il maggior numero di set.

## Tennis
Nel tennis i set si disputano in genere sulla lunghezza di 6 game. Il giocatore che se li aggiudica per primo vince il set e avanza nel punteggio del match, che si chiude quando uno dei due giocatori ha ottenuto il maggior numero dei set previsti. Ciò vuol dire che se l'incontro è al meglio dei tre set vince chi per primo ne conquista due; se al meglio dei cinque set, chi per primo ne ottiene tre.
Esistono due tipi di set.
- Un set ai vantaggi, per vincere il quale è necessario conquistare due game più dell'avversario. In questo caso sul punteggio di 5-5 non sarà sufficiente vincere un altro game per aggiudicarsi il set, che potrà chiudersi solo all'ottenimento del doppio vantaggio: 7-5, 8-6, 9-7 e così via.
- Un set al tie-break, nel quale sul punteggio di parità di 6-6 si disputa un game di spareggio, detto appunto tie-break. In tal caso il set si chiude sempre sul 7-6.

Il set al tie-break è stato introdotto per limitare la durata degli incontri.
La partita corta, prevista da ITF, è un set giocato sulla lunghezza di 4 game con tie-break breve (a nove punti) senza vantaggio sul 4-4 sul 3-3. Il pro set, che si gioca fino alla conquista di otto (o dieci) game da parte di uno dei giocatori, con tie-break sull'8-8 (o sul 10-10), vale come partita unica ed esaurisce quindi l'intero match; non è accolto da ITF.

## Pallavolo
Nella pallavolo i set sono sempre ai vantaggi e si disputano sulla lunghezza di 25 punti, mentre il match è al meglio dei cinque set. L'eventuale quinto e decisivo set si disputa però sui 15 punti ed è comunemente denominato tie-break; si tratta tuttavia di un set comune, solo più breve, il cui nome è retaggio storico della sua introduzione nel contesto di regole diverse.